# Liste der österreichischen 50-Schilling-Gedenkausgaben
Das Österreichische Hauptmünzamt stellte von 1959 bis 1978 sowie von 1996 bis 2001 50-Schilling-Gedenkmünzen her. In der 1. Phase von 1959 bis 1978 handelt es sich um Silbermünzen, in der 2. Phase ab 1996 um Bimetallmünzen. Ab dem 1. März 2002 war keine Verwendung mehr zum Nennwert möglich, da der Euro in Österreich eingeführt wurde. Die Münzen sind jedoch ohne Begrenzung zum Nennwert eintauschbar.

## Übersicht der Gedenkausgaben

### Unterschiedliche Wertseiten der 50-Schilling-Ausgaben
Für die Silbermünzen waren drei unterschiedliche Designs für die Wertseite in Gebrauch. Bei der Bimetall-Münze wurde durchgehend eine einheitliche Wertseite verwendet.
Im Folgenden findet sich eine Übersicht über die geprägten Exemplare der 50 Schilling-Münze.
| Abbildung | Abbildung | Anlass ggf. Erläuterung der Darstellung | Ausgabe- datum | Entwurf der Bildseite | Geprägte Auflage | Geprägte Auflage |
| Wertseite | Bildseite | Anlass ggf. Erläuterung der Darstellung | Ausgabe- datum | Entwurf der Bildseite | stgl             | PP               |
| --- | --- | --- | --- | --- | ---------------- | ---------------- |
| Material: 90,0 % Silber, 10,0 % Kupfer – Münzdurchmesser: 34,0 mm – Raugewicht: 20 g – Feingewicht 18 g Rand: glatt mit vertiefter Inschrift „FUENFZIG SCHILLING“             | | | | |                  |                  |
| | | 150. Jahrestag des Tiroler Freiheitskampfes Abbildung von Andreas Hofer | 20. Februar 1959 | Edwin Grienauer | 2.999.000        | ca. 1.000        |
| | | 600 Jahre Tirol-Österreich | 1. August 1963 | Ferdinand Welz | 2.089.600        | 10.400           |
| | Olympische Winterspiele 1964 in Innsbruck | 27. Januar 1964 | Edwin Grienauer | 2.832.050 | 67.950           |                  |
| | | 600 Jahre Universität Wien Abbildung von Rudolf IV., Gründer der Universität                                                                                                  | 12. März 1965 | Ferdinand Welz | 2.163.000        | 37.000           |
| | 150 Jahre Österreichische Nationalbank | 1. Juni 1966 | Michael Norz | 1.782.600 | 17.400           |                  |
| | 100 Jahre Donauwalzer Abbildung von Johann Strauss, Komponist des Donauwalzers                                                                                                | 12. April 1967 | Kurt Bodlak | 2.973.900 | 26.100           |                  |
| | 50 Jahre Republik Abbildung des Nationalratsgebäudes | 17. April 1968 | Fritz Tiefenthaler | 1.660.200 | 39.800           |                  |
| | 450. Todestag Kaiser Maximilian I. | 15. April 1969 | Hans Köttenstorfer | 2.045.000 | 55.000           |                  |
| | 300 Jahre Universität Innsbruck | 23. März 1970 | Fritz Tiefenthaler | 2.087.300 | 112.700          |                  |
| | 100. Geburtstag Bundespräsident Dr. Karl Renner | 1. Dezember 1970 | Günther Baszel | 2.213.800 | 286.200          |                  |
| | 80. Geburtstag Bundeskanzler Ing. Julius Raab | 30. Juni 1971 | Hans Köttenstorfer | 2.317.000 | 183.000          |                  |
| | 350 Jahre Universität Salzburg | 5. Juni 1972 | Kurt Bodlak | 2.864.000 | 136.000          |                  |
| | 100 Jahre Hochschule für Bodenkultur Wien | 9. Oktober 1972 | Fritz Tiefenthaler | 1.891.000 | 109.000          |                  |
| | 500 Jahre Bummerlhaus in Steyr | 4. Juni 1973 | Fritz Tiefenthaler | 2.841.800 | 158.200          |                  |
| | 100. Geburtstag Bundespräsident Dr. h. c. Theodor Körner | 8. Oktober 1973 | Rudolf Schmidt | 2.868.400 | 131.600          |                  |
| Material: 64,0 % Silber, 36,0 % Kupfer – Münzdurchmesser: 34,0 mm – Raugewicht: 20 g – Feingewicht 12,8 g Rand: glatt mit vertiefter Inschrift „FUENFZIG SCHILLING“           | | | | |                  |                  |
| | | WIG 74 – Wiener Internationale Gartenschau 1974 | 18. April 1974 | Helmut Zobl | 2.279.000        | 221.000          |
| | 125 Jahre Gendarmerie in Österreich | 10. Juni 1974 | Fritz Tiefenthaler | 2.258.600 | 241.400          |                  |
| | 1200 Jahre Dom zu Salzburg | 6. August 1974 | Hans Köttenstorfer | 2.292.600 | 207.400          |                  |
| | 50 Jahre Österreichischer Rundfunk | 23. September 1974 | Helga Wenisch | 2.290.000 | 210.000          |                  |
| | 150. Todestag von Franz Schubert | 8. August 1978 | Alfred Zierler | 1.868.000 | 132.000          |                  |
| Material: Magnimat 7 (Kern) / Kupfer 92 % – Nickel 2 % – Aluminium 6 % (Ring) Münzdurchmesser: 26,5 mm – Kerndurchmesser: 18,5 mm – Gewicht: 8,15 g Rand glatt ohne Inschrift | Material: Magnimat 7 (Kern) / Kupfer 92 % – Nickel 2 % – Aluminium 6 % (Ring) Münzdurchmesser: 26,5 mm – Kerndurchmesser: 18,5 mm – Gewicht: 8,15 g Rand glatt ohne Inschrift | Material: Magnimat 7 (Kern) / Kupfer 92 % – Nickel 2 % – Aluminium 6 % (Ring) Münzdurchmesser: 26,5 mm – Kerndurchmesser: 18,5 mm – Gewicht: 8,15 g Rand glatt ohne Inschrift | Material: Magnimat 7 (Kern) / Kupfer 92 % – Nickel 2 % – Aluminium 6 % (Ring) Münzdurchmesser: 26,5 mm – Kerndurchmesser: 18,5 mm – Gewicht: 8,15 g Rand glatt ohne Inschrift | Material: Magnimat 7 (Kern) / Kupfer 92 % – Nickel 2 % – Aluminium 6 % (Ring) Münzdurchmesser: 26,5 mm – Kerndurchmesser: 18,5 mm – Gewicht: 8,15 g Rand glatt ohne Inschrift | normal           | hgh              |
| | | 1000 Jahre Österreich | 23. Oktober 1996 | Andreas I. Zanaschka | 900.000          | 100.000          |
| | 100 Jahre Wiener Secession, Vereinigung bildender Künstler Österreichs | 15. Oktober 1997 | Andreas I. Zanaschka | 1.500.000 | 100.000          |                  |
| | EU-Präsidentschaft Österreichs | 5. Mai 1998 | Thomas Pesendorfer | 1.200.000 | 100.000          |                  |
| | 25 Jahre Nobelpreis Konrad Lorenz | 14. Oktober 1998 | Thomas Pesendorfer | 1.200.000 | 100.000          |                  |
| | Europäische Währungsunion | 5. Mai 1999 | Thomas Pesendorfer | 1.200.000 | 100.000          |                  |
| | Johann Strauss | 20. Oktober 1999 | Helmut Andexlinger | 600.000 | 100.000          |                  |
| | 100 Jahre Traumdeutung von Sigmund Freud | 6. April 2000 | Thomas Pesendorfer | 600.000 | 90.000           |                  |
| | Ferdinand Porsche | 17. Oktober 2000 | Thomas Pesendorfer | 600.000 | 100.000          |                  |
| | Schilling-Ära in Österreich | 18. April 2001 | Helmut Andexlinger | 600.000 | 100.000          |                  |